# Lispe antennata
Lispe antennata är en tvåvingeart som först beskrevs av Aldrich 1913.  Lispe antennata ingår i släktet Lispe och familjen husflugor. Inga underarter finns listade i Catalogue of Life.